# Eleanor Blanchard
Eleanor Blanchard (1886) è stata un'attrice statunitense del muto.

## Biografia
Nata in Pennsylvania nel 1886, Eleanor Blanchard lavorò dapprima in teatro per poi passare al cinema, la nuova forma di spettacolo popolare che all'epoca stava ancora muovendo i suoi primi passi. L'attrice lavorò per la Essanay e per la Lubin Manufacturing Company, due delle case di produzione più conosciute all'epoca. Il suo esordio cinematografico risale al 1911, quando fu protagonista di Her Spoiled Boy, un corto diretto da William F. Haddock per Georges Méliès, produttore per il quale Eleanor girò tutti i suoi primissimi film, spesso a fianco di noti attori come Francis Ford ed Edith Storey.
Alla Essanay, dove arrivò nella seconda metà del 1911, lavorò accanto ad Augustus Carney, una vera stella delle commedie western che, però, a fine carriera sarebbe stato poi completamente dimenticato dal suo pubblico. Eleanor Blanchard girò oltre un centinaio di pellicole che, come si usava all'epoca, erano cortometraggi girati a tamburo battente dalle case di produzione per coprire il grande mercato delle sale cinematografiche. Entrò anche nel cast di McTeague, il primo adattamento cinematografico dell'omonimo romanzo che sarebbe poi stato portato sullo schermo da Erich von Stroheim con il titolo Greed.
L'ultimo film dell'attrice risulta essere Americans After All, girato alla Lubin nel 1916. Poi, dell'attrice, si perdono le tracce e il suo nome scompare.

## Filmografia
La filmografia - basata su IMDb - è completa.
- Her Spoiled Boy, regia di William F. Haddock (1911)
- When the Tables Turned
- The Kiss of Mary Jane
- In the Right of Way
- The Burglarized Burglar, regia di R.F. Baker (1911)
- A False Suspicion (1911)
- The Right John Smith (1911)
- Winning an Heiress (1911)
- A Bird in the Hand (1911)
- For the Love of Mike (1912)
- The Little Black Box (1912)
- Amore che salva (The Turning Point) (1912)
- Getting a Hired Girl (1912)
- A Flurry in Furniture (1912)
- Cupid's Leap Year Pranks (1912)
- When a Man's Married (1912)
- Cured (1912)
- A Lucky Mix-Up (1912)
- The Clue (1912)
- The Doctor (1912)
- Napatia, the Greek Singer (1912)
- His Thrifty Wife (1912)
- Billy and the Butler
- Down Jayville Way
- Cupid's Quartette
- The New Church Organ
- The Tale of a Cat
- An Adamless Eden
- The Magic Wand
- A Corner in Whiskers
- Her Adopted Father
- The Listener's Lesson
- Billy McGrath's Love Letters
- The Love Test (1912)
- The Adventure of the Button
- A Little Louder, Please!
- Ghosts (1912)
- The Redemption of Slivers
- A Mistaken Calling
- The Thrifty Parson
- Miss Simkins' Summer Boarder
- The Fisherman's Luck (1912)
- Chains, regia di Archer MacMackin (1912)
- The Scheme
- Billy McGrath's Art Career
- Mr. Hubby's Wife
- Giuseppe's Good Fortune
- Bill Mixes with His Relations
- The Heiress (1913)
- Alkali Ike in Jayville
- What George Did
- Hypnotism in Hicksville (1913)
- Love and Lavallieres (1913)
- Don't Lie to Your Husband
- Bound to Occur
- Teaching Hickville to Sing
- Lady Audley's Jewels (1913)
- Billy McGrath on Broadway (1913)
- The Misjudging of Mr. Hubby
- The Wardrobe Lady
- Found Out
- The Deacon's Dilemma
- Cousin Jane
- The Same Old Story
- Boosting Business
- On the Job (1913)
- The Value of Mothers-in-Law
- Cinderella's Gloves
- Hilda Wakes
- On the Dumbwaiter
- The Hills of Strife
- Dear Old Girl
- The Man of Him, regia di Edgar Jones (1913)
- The Trunk Mystery, regia di Joseph W. Smiley (1914)
- The Living Fear
- Who Seeks Revenge
- The Better Man, regia di Joseph W. Smiley (1914)
- Marah, the Pythoness, regia di Joseph W. Smiley (1914)
- The Bond of Womanhood, regia di Joseph W. Smiley (1914)
- The Grip of the Past, regia di Joseph W. Smiley (1914)
- A Clean Slate, regia di Norbert Lusk (1915)
- Comrade Kitty (1915)
- A War Baby, regia di Barry O'Neil (1915)
- When Father Interfered
- Her Martyrdom, regia di Arthur V. Johnson - cortometraggio (1915)
- Poet and Peasant, regia di Arthur V. Johnson (1915)
- Socially Ambitious
- Winning Winsome Winnie
- The White Mask
- Mother of Pearl
- The Road o' Strife
- No Other Way
- Who Violates the Law
- An Hour of Freedom
- Country Blood
- The Mirror, regia di Joseph Kaufman (1915)
- The Last Rose
- The Son
- Playing in Tough Luck
- Half a Million
- An Accident Policy
- McTeague, regia di Barry O'Neil (1916)
- A Wise Waiter
- Mr. Housekeeper
- Millionaire Billie
- Father's Night Off
- The Winning Number
- Otto the Traffic Cop
- Otto's Vacation
- Americans After All